# Creatine
Creatine (/ˈkriːətiːn/ hoặc /ˈkriːətɪn/) là một hợp chất hữu cơ có công thức danh nghĩa (H2N)(HN)CN(CH3)CH2CO2H. Loại chất này tồn tại trong các biến đổi khác nhau (tautome) trong dung dịch. Creatine được tìm thấy ở động vật có xương sống, nơi nó tạo điều kiện tái chế adenosine triphosphate (ATP), đồng tiền năng lượng của tế bào, chủ yếu trong mô cơ và não. Việc tái chế đạt được bằng cách chuyển adenosine diphosphate (ADP) trở lại ATP thông qua việc hiến các nhóm phosphate. Creatine cũng hoạt động như một bộ đệm

## Lịch sử
Creatine lần đầu tiên được xác định vào năm 1832 khi Michel Eugène Chevreul phân lập nó từ chiết xuất nước cơ bản của cơ xương. Sau đó, ông đặt tên cho kết tủa kết tinh theo từ tiếng Hy Lạp có nghĩa là "thịt", κρέας (kreas). Năm 1928, creatine đã được chứng minh là tồn tại ở trạng thái cân bằng với creatinine. Các nghiên cứu trong những năm 1920 cho thấy việc tiêu thụ một lượng lớn creatine không dẫn đến sự bài tiết của nó. Kết quả này chỉ ra khả năng của cơ thể trong việc lưu trữ creatine, do đó đề nghị sử dụng nó như một chất bổ sung chế độ ăn uống.
Năm 1912, các nhà nghiên cứu Otto Folin và Willey Glover Denis của Đại học Harvard đã tìm thấy bằng chứng cho thấy việc tiêu thụ creatine có thể làm tăng đáng kể hàm lượng creatine trong cơ bắp. Vào cuối những năm 1920, sau khi phát hiện ra rằng có thể tăng lượng dự trữ creatine trong cơ bắp bằng cách tiêu thụ creatine với lượng lớn hơn bình thường, các nhà khoa học đã phát hiện ra creatine phosphate và xác định rằng creatine là nhân tố chính trong quá trình chuyển hóa cơ xương. Các creatine chất được hình thành tự nhiên ở động vật có xương sống.
Việc phát hiện ra phosphocreatine đã được báo cáo vào năm 1927. Vào những năm 1960, creatine kinase (CK) đã được chứng minh là có thực hiện phosphoryl hoá ADP bằng cách sử dụng phosphocreatine (PCr) để tạo ATP. Theo đó, ATP, không phải PCr được tiêu thụ trực tiếp trong quá trình co cơ. CK sử dụng creatine để "đệm" tỷ lệ ATP/ADP.
Mặc dù ảnh hưởng của creatine đối với hoạt động thể chất đã được ghi nhận rõ ràng từ đầu thế kỷ XX, nhưng nó chỉ phổ biến với đại chúng sau Thế vận hội năm 1992 tại Barcelona. Một bài báo ngày 7 tháng 8 năm 1992 trên tờ The Times cho biết Linford Christie, người giành huy chương vàng ở cự ly 100 mét, đã sử dụng creatine trước Thế vận hội. Một bài báo trên tờ Bodybuilding Monthly nêu tên Sally Gunnell, người từng đoạt huy chương vàng trong cự ly 400m vượt rào, với tư cách là một người dùng creatine khác. Ngoài ra, The Times cũng lưu ý rằng vận động viên vượt rào 100 mét Colin Jackson đã bắt đầu dùng creatine trước Thế vận hội.

Phosphocreatine chuyển nhóm phosphate thành ADP

Vào thời điểm đó, các chất bổ sung creatine hiệu lực thấp đã có sẵn ở Anh, nhưng các chất bổ sung creatine được thiết kế để tăng cường sức mạnh không được bán trên thị trường cho đến năm 1993, khi một công ty có tên là Experimental and Application Science (EAS) giới thiệu hợp chất này vào thị trường dinh dưỡng thể thao với tên gọi Phosphagen. Nghiên cứu được thực hiện sau đó đã chứng minh rằng việc tiêu thụ carbohydrate có đường huyết cao kết hợp với creatine làm tăng lượng dự trữ creatine trong cơ bắp.

Creatinine dẫn xuất tuần hoàn tồn tại ở trạng thái cân bằng với đồng phân tautome của nó và với creatine.

## Vai trò trao đổi chất
Creatine là một hợp chất phi protein có trong tự nhiên, trong đó vai trò chuyển hóa chính là kết hợp creatine với nhóm phosphoryl để tạo ra phosphocreatine, được sử dụng để tái tạo ATP hay Adenosine Triphosphate. Hầu hết tổng dự trữ creatine và phosphocreatine của cơ thể con người được tìm thấy trong cơ xương (95%), trong khi phần còn lại được phân phối trong máu, não, tinh hoàn và các mô khác. Tổng lượng trung bình của tổng số creatine (creatine và phosphocreatine) được lưu trữ trong cơ thể là khoảng 120 mmol/kg khối lượng cơ khô. Tuy nhiên, giới hạn trên của việc dự trữ creatine sau khi bổ sung và can thiệp chế độ ăn uống được cho là khoảng 160 mmol/kg. Các nghiên cứu cũng chỉ ra rằng 1–2% creatine trong cơ bắp bị phân hủy mỗi ngày và một cá nhân sẽ cần tiêu thụ khoảng 1-3 gam creatine mỗi ngày để duy trì mức dự trữ creatine trung bình (không sử dụng thực phẩm bổ sung). Đối với hầu hết các cá nhân, khoảng một nửa (1 g/ngày) nhu cầu hàng ngày này được tiêu thụ từ chế độ ăn tạp, trong khi lượng còn lại được tổng hợp ở gan và thận.

### Sinh tổng hợp
Quá trình tổng hợp creatine chủ yếu xảy ra ở gan và thận. Trung bình, nó được sản xuất nội sinh với tỷ lệ ước tính khoảng 8,3 mmol hoặc 1 gram mỗi ngày ở thanh niên.
Creatine không phải là một chất dinh dưỡng thiết yếu vì nó được sản xuất tự nhiên trong cơ thể người từ các amino acid glycine và arginine, với một yêu cầu bổ sung cho methionine để xúc tác sự chuyển hóa guanidinoacetate thành creatine. Trong bước đầu tiên của quá trình sinh tổng hợp, hai amino acid này được kết hợp bởi enzyme arginine:glycine amidinotransferase (AGAT, EC:2.1.4.1) để tạo guanidinoaxetat, sau đó được methyl hóa bởi guanidinoacetate N-methyltransferase), sử dụng S-adenosyl methionine làm chất cho methyl. Bản thân creatine có thể được phosphoryl hóa bởi creatine kinase để tạo thành phosphocreatine, được sử dụng làm chất đệm năng lượng trong cơ xương và não. Một dạng tuần hoàn của creatine, gọi là creatinine, tồn tại ở trạng thái cân bằng với đồng phân tautome của nó và creatine.

### Hệ thống phosphocreatine

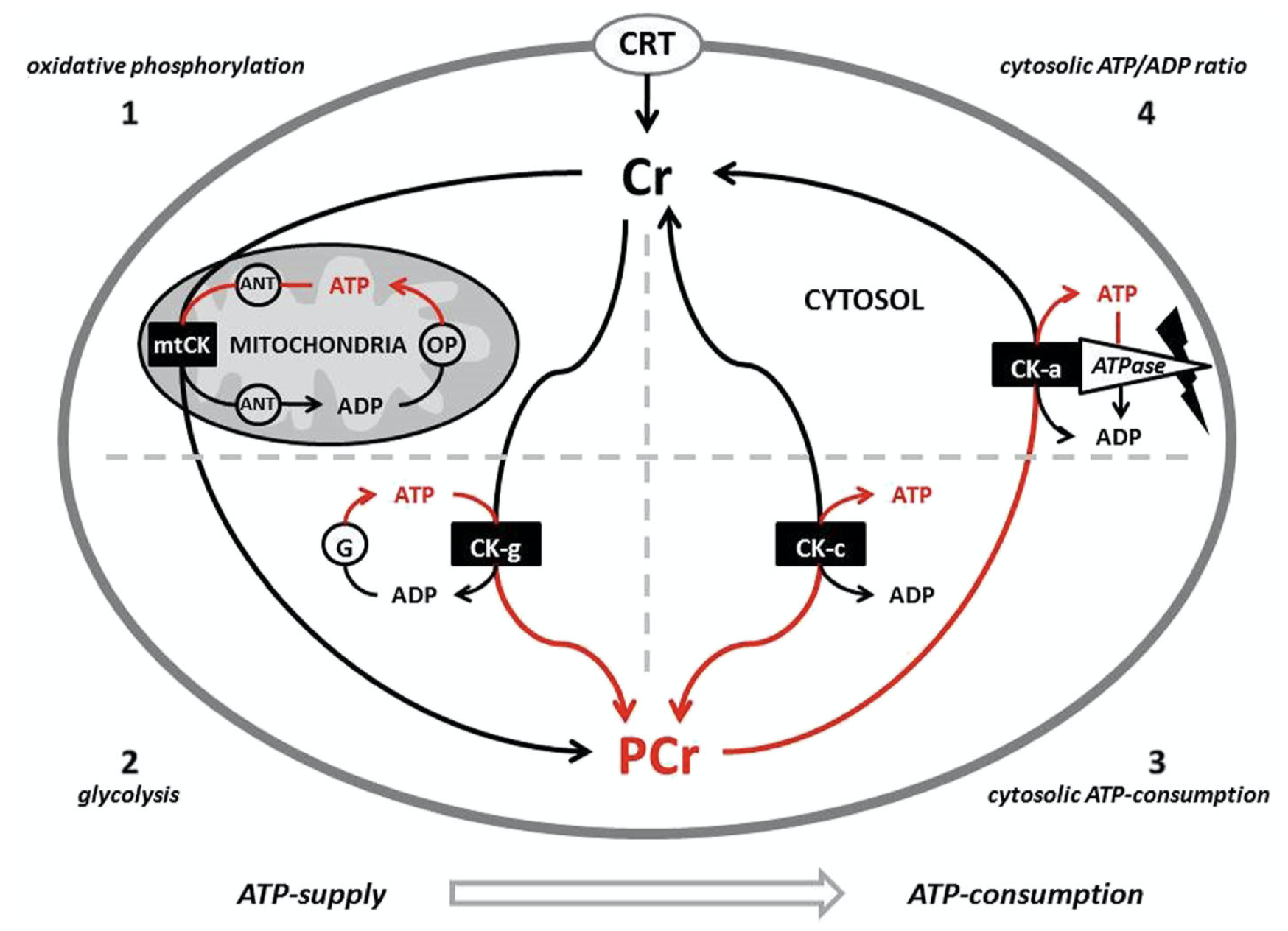
Vận chuyển năng lượng qua lại đề xuất cho creatine kinase/phosphocreatine (CK/PCr). CRT = chất dẫn truyền creatine; ANT = chất định vị chuyển dịch (translocator) adenine nucleotide; ATP = adenine triphosphate; ADP = adenine diphosphate; OP = quá trình phosphoryl oxi hoá; mtCK = creatine kinase của ty thể; G = đường phân; CK-g = creatine kinase liên kết với các enzym đường phân; CK-c = creatine kinase trong dịch tế bào; CK-a = creatine kinase liên kết với các vị trí sử dụng ATP dưới tế bào; 1 – 4 vị trí của quá trình tương tác CK/ATP.

Creatine được vận chuyển qua máu và được hấp thụ bởi các mô có nhu cầu năng lượng cao, chẳng hạn như não và cơ xương, thông qua một hệ thống vận chuyển tích cực. Nồng độ ATP trong cơ xương thường là 2–5 mM, dẫn đến co cơ chỉ trong vài giây. Trong thời gian nhu cầu năng lượng tăng lên, hệ thống phosphagen (hoặc ATP/PCr) nhanh chóng tái tổng hợp ATP từ ADP với việc sử dụng phosphocreatine (PCr) thông qua một phản ứng thuận nghịch được xúc tác bởi enzyme creatine kinase (CK). Nhóm phosphate được gắn vào trung tâm NH của creatine. Trong cơ xương, nồng độ PCr có thể đạt 20–35 mM hoặc hơn. Ngoài ra, ở hầu hết các cơ, khả năng tái tạo ATP của CK rất cao và do đó không phải là yếu tố hạn chế. Mặc dù nồng độ ATP trong tế bào là nhỏ, những thay đổi là rất khó để phát hiện vì ATP được bổ sung liên tục và hiệu quả từ các nhóm lớn PCr và CK. Một đại diện được đề xuất đã được minh họa bởi Krieder và cộng sự. Creatine có khả năng tăng dự trữ PCr trong cơ, có khả năng làm tăng khả năng tổng hợp lại ATP từ ADP của cơ để đáp ứng nhu cầu năng lượng tăng lên.
Bổ sung creatine dường như làm tăng số lượng myonuclei mà các tế bào vệ tinh sẽ 'tặng' cho các sợi cơ bị tổn thương, làm tăng khả năng phát triển của các sợi đó. Sự gia tăng myonuclei này có lẽ bắt nguồn từ khả năng của creatine trong việc tăng mức độ của yếu tố phiên mã MRF4 trong tế bào cơ.

### Thiếu hụt di truyền
Sự thiếu hụt di truyền trong con đường sinh tổng hợp creatine dẫn đến các khiếm khuyết thần kinh nghiêm trọng khác nhau. Về mặt lâm sàng, có ba rối loạn riêng biệt về chuyển hóa creatine. Sự thiếu hụt hai enzyme tổng hợp có thể gây ra sự thiếu hụt men chuyển amidino L-arginine:glycine gây ra bởi các biến thể trong thiếu hụt GATM và sự thiếu hụt men chuyển methyl guanidinoacetate, gây ra bởi các biến thể trong GAMT. Cả hai khiếm khuyết sinh tổng hợp được di truyền theo cách lặn tự phát. Một khiếm khuyết thứ ba, khiếm khuyết vận chuyển creatine, được gây ra bởi các đột biến trong SLC6A8 và được di truyền theo cách liên kết X. Tình trạng này liên quan đến việc vận chuyển creatine vào não.

### Ăn chay
Một số nghiên cứu cho rằng tổng lượng creatine trong cơ bắp ở người ăn chay thấp hơn đáng kể so với người không ăn chay. Phát hiện này đã được công nhận là do chế độ ăn tạp là nguồn cung cấp creatine chính. Nghiên cứu cho thấy rằng việc dùng thực phẩm bổ sung là cần thiết để nâng cao nồng độ creatine trong cơ bắp của người theo chế độ ăn chay có trứng hoặc sữa hoặc thuần chay lên tới mức của người không ăn chay.

## Dược động học
Hầu hết các nghiên cứu cho đến nay về creatine chủ yếu tập trung vào các đặc tính dược lý của creatine, nhưng vẫn thiếu nghiên cứu về dược động học của creatine. Các nghiên cứu đã không thiết lập các thông số dược động học cho việc sử dụng creatine trên lâm sàng như thể tích phân bố, độ thanh thải, sinh khả dụng, thời gian lưu trú trung bình, tốc độ hấp thu và thời gian bán thải. Cần phải thiết lập hồ sơ dược động học rõ ràng trước khi dùng liều thuốc tối ưu trên lâm sàng.

### Liều lượng

#### Giai đoạn tải

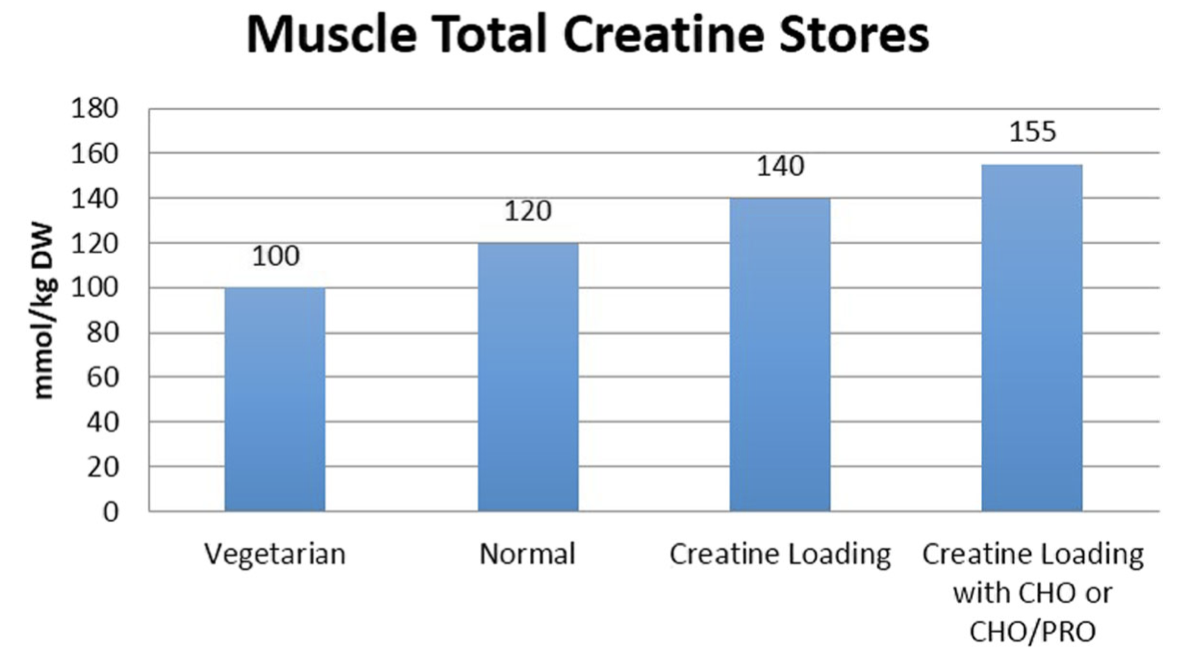

Uống creatine monohydrate ở dạng bột bổ sung cho thấy rằng liều nạp ban đầu 5 gam creatine được dùng 4 lần/ngày, trong những khoảng thời gian cách đều nhau (tổng cộng 20 g/ngày) mỗi ngày dẫn đến tăng nhanh (20%) tổng lượng creatine lưu trữ trong cơ sau 6 ngày. Ngoài ra, người ta cũng đề xuất con số xấp xỉ 0,3 g/kg/ngày, chia thành 4 khoảng cách đều nhau, vì nhu cầu creatine có thể thay đổi tùy theo trọng lượng cơ thể. Người ta cũng đã chứng minh được rằng dùng liều thấp hơn 3 gam bốn lần một ngày với tổng số 12 g/ngày trong 28 ngày cũng có thể làm tăng tổng lượng dự trữ creatine của cơ lên tương đương với liều tải nhanh 20 g/ngày đối với 6 ngày. Tuy nhiên, giai đoạn nạp 28 ngày không cho phép thực hiện các lợi ích về mặt tăng cường hiệu suất của việc bổ sung creatine cho đến khi cơ bắp được lưu trữ hoàn toàn.
Bổ sung creatine với carbohydrate hoặc carbohydrate và protein đã được chứng minh là làm tăng khả năng giữ lại creatine.
Sự gia tăng dự trữ creatine trong cơ có tương quan với những lợi ích về mặt tăng cường hiệu suất được thảo luận trong phần sử dụng điều trị. Tuy nhiên, liều cao hơn trong thời gian dài đang được nghiên cứu để bù đắp sự thiếu hụt tổng hợp creatine và giảm thiểu bệnh tật.

#### Giai đoạn duy trì
Sau giai đoạn nạp 5–7 ngày, kho dự trữ creatine trong cơ đã bão hòa hoàn toàn và việc bổ sung chỉ cần đáp ứng lượng creatine được chia nhỏ mỗi ngày. Liều duy trì này ban đầu được báo cáo là khoảng 2–3 g/ngày (hoặc 0,03 g/kg/ngày), tuy nhiên, các nghiên cứu gần đây đã đề xuất liều duy trì 3–5 g / ngày để duy trì creatine bão hòa trong cơ.

### Hấp thụ

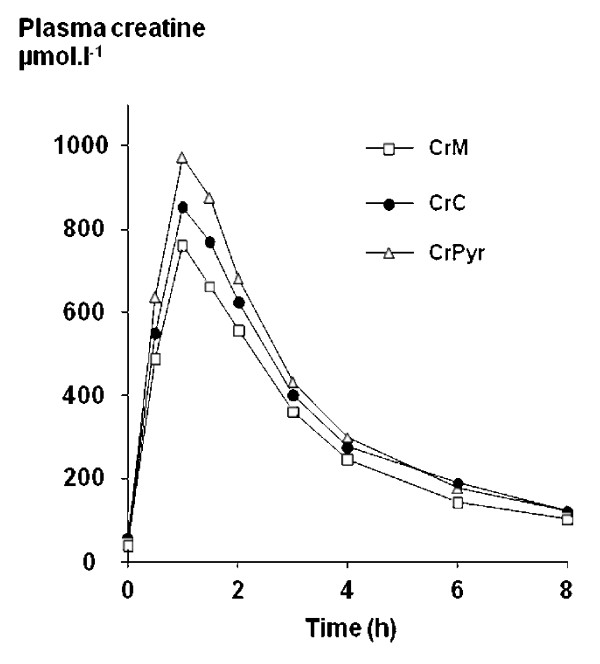
Biểu đồ này cho thấy nồng độ creatine trung bình trong huyết tương (được đo bằng μmol/L) trong khoảng thời gian 8 giờ sau khi uống 4,4 gam creatine ở dạng creatine monohydrate (CrM), tri-creatine citrate (CrC) hoặc creatine pyruvate (CrPyr).

Nồng độ creatine trong huyết thanh hoặc huyết tương ở người lớn khỏe mạnh bình thường nằm trong khoảng 2–12 mg/L. Liều uống 5 gam (5000 mg) duy nhất ở người lớn khỏe mạnh dẫn đến mức creatine huyết tương đỉnh khoảng 120 mg/L sau khi uống 1–2 giờ. Creatine có thời gian bán thải khá ngắn, trung bình chỉ dưới 3 giờ, do đó, để duy trì nồng độ trong huyết tương cao, cần phải dùng các liều uống nhỏ mỗi 3–6 giờ trong ngày.

### Giải tỏa
Người ta cũng đã chứng minh được rằng một khi việc bổ sung creatine được ngừng lại, lượng dự trữ creatine trong cơ bắp sẽ trở lại mức ban đầu sau 4–6 tuần.

## Sử dụng trị liệu
Các thực phẩm bổ sung creatine được bán trên thị trường ở dạng ethyl este, gluconate, monohydrate, và nitrate.

### Hiệu suất tập thể dục
Creatine như một chất bổ sung nâng cao hiệu suất đã nhận được sự hỗ trợ từ Tạp chí Hiệp hội Dinh dưỡng Thể thao Quốc tế (Journal of the International Society of Sports Nutrition), và đứng ở vị trí chung là Đại học Y học Thể thao Hoa Kỳ (American College of Sports Medicine), Học viện Dinh dưỡng và Ăn kiêng (Academy of Nutrition and Dietetics), và Hiệp hội Chuyên gia dinh dưỡng Canada (Dietitians in Canada).
Sử dụng Creatine tiềm năng có thể làm tăng công suất và hiệu suất tối đa trong công việc lặp đi lặp lại kỵ khí cường độ cao (thời gian làm việc và nghỉ ngơi) từ 5 đến 15%. Creatine không có ảnh hưởng đáng kể đến sức bền ưa khí (aerobic), mặc dù nó sẽ giúp tăng sức mạnh trong các bài tập ngắn của tập thể dục ưa khí cường độ cao.
Một cuộc khảo sát trên 21.000 vận động viên đại học cho thấy 14% vận động viên uống bổ sung creatine để cải thiện thành tích. Những người không phải là vận động viên báo cáo việc uống bổ sung creatine để cải thiện ngoại hình.
Creatine được báo cáo là làm tăng hiệu suất nhận thức, đặc biệt là ở những người không hấp thụ đầy đủ trong chế độ ăn uống của họ và được một số nguồn tuyên bố là một chất bổ sung tăng cường hoạt động trí óc (nootropic).

### Sức khỏe dự phòng
Một nghiên cứu lâm sàng đã chỉ ra rằng việc hấp thụ creatine nguyên chất, chất lượng cao một mình hoặc kết hợp với tập thể dục, có thể làm giảm và trì hoãn quá trình teo cơ do tuổi tác, bằng cách cải thiện khối lượng cơ thể không có chất béo, sức mạnh và độ bền cơ bắp, đồng thời cải thiện mật độ xương.

### Bệnh về cơ
Một phân tích tổng hợp cho thấy rằng điều trị bằng creatine làm tăng sức mạnh cơ bắp trong bệnh loạn dưỡng cơ và có khả năng cải thiện hiệu suất chức năng. Điều trị bằng creatine dường như không cải thiện sức mạnh cơ bắp ở những người mắc bệnh cơ chuyển hóa. Creatine liều cao dẫn đến tăng đau cơ và suy giảm các hoạt động sinh hoạt hàng ngày đối với bệnh nhân mắc bệnh McArdle.
Theo một nghiên cứu lâm sàng tập trung vào những người mắc các chứng loạn dưỡng cơ khác nhau, việc sử dụng một dạng creatine monohydrate tinh khiết có thể có lợi trong việc phục hồi chức năng sau chấn thương và quá trình bất động.

### Các bệnh về ty thể

#### Bệnh Parkinson
Tác động của creatine đối với chức năng của ty thể đã dẫn đến nghiên cứu về hiệu quả và độ an toàn của nó trong việc làm chậm bệnh Parkinson. Tính đến năm 2014, bằng chứng không cung cấp nền tảng đáng tin cậy cho các quyết định điều trị, do rủi ro sai lệch, kích cỡ mẫu nhỏ và thời gian thử nghiệm ngắn.

#### Bệnh Huntington
Một số nghiên cứu ban đầu đã được hoàn thành nhưng chưa có tổng quan nào mang tính hệ thống về bệnh Huntington được hoàn thành.

### ALS
Creatine không hiệu quả như một phương pháp điều trị cho bệnh xơ cứng teo cơ một bên.

## Tác dụng bất lợi
Các tác dụng phụ bao gồm:
- Tăng cân do cơ bị tích nước
- Chuột rút/căng cơ/kéo cơ tiềm ẩn
- Bụng khó chịu
- Tiêu chảy
- Chóng mặt
- Huyết áp cao do tiêu thụ thêm nước

Một tác dụng được ghi nhận rõ ràng của việc bổ sung creatine là tăng cân trong tuần đầu tiên của lịch trình bổ sung, có thể là do tích nước nhiều hơn do nồng độ creatine trong cơ tăng lên.
Một đánh giá có hệ thống năm 2009 đã giảm uy tín những lo ngại rằng việc bổ sung creatine có thể ảnh hưởng đến tình trạng hydrat hóa và khả năng chịu nhiệt, dẫn đến chuột rút cơ và tiêu chảy.
Sử dụng creatine bởi người lớn khỏe mạnh với liều lượng bình thường không gây hại cho thận; tác dụng của nó đối với thận ở người già và thanh thiếu niên chưa được hiểu rõ vào năm 2012. Cả Học viện Nhi khoa Hoa Kỳ và Đại học Y khoa Thể thao Hoa Kỳ đều khuyên rằng những người dưới 18 tuổi không nên sử dụng creatine.
Những người mắc bệnh thận, huyết áp cao hoặc bệnh gan không nên dùng creatine như một chất bổ sung chế độ ăn uống.

### Chức năng thận
Một đánh giá có hệ thống năm 2019 được xuất bản bởi National Kidney Foundation đã điều tra xem việc bổ sung creatine có ảnh hưởng xấu đến chức năng thận hay không. Họ đã xác định 15 nghiên cứu từ năm 1997 - 2013, xem xét các quy trình nạp và duy trì creatine tiêu chuẩn là 4–20 g creatine/ngày so với giả dược. Họ sử dụng creatinin huyết thanh, độ thanh thải creatinin và nồng độ urê huyết thanh để đo mức độ tổn thương thận. Trong khi bổ sung creatine nói chung dẫn đến tăng nhẹ nồng độ creatinin vẫn trong giới hạn bình thường, việc bổ sung không gây tổn thương thận (giá trị P <0,001). Các nhóm dân cư đặc biệt được đưa vào đánh giá hệ thống năm 2019 bao gồm các bệnh nhân đái tháo đường týp 2  và phụ nữ hậu mãn kinh, vận động viên thể hình, vận động viên điền kinh, và các quần thể dân cư được đào tạo về sức đề kháng. Nghiên cứu cũng thảo luận về 3 nghiên cứu điển hình trong đó có báo cáo rằng creatine ảnh hưởng đến chức năng thận.
Trong một tuyên bố chung giữa Đại học Y khoa Thể thao Hoa Kỳ, Học viện Dinh dưỡng và Ăn kiêng, và các Chuyên gia dinh dưỡng ở Canada về các chiến lược dinh dưỡng nâng cao hiệu suất, creatine đã được đưa vào danh sách các chất hỗ trợ có lợi cho sức khỏe, và không liệt kê chức năng thận là mối quan tâm khi sử dụng.
Quan điểm gần đây nhất về creatine từ Tạp chí Hiệp hội Dinh dưỡng Thể thao Quốc tế (Journal of International Society of Sports Nutrition) tuyên bố rằng creatine an toàn để sử dụng trong các nhóm sức khỏe từ trẻ sơ sinh đến người cao tuổi cho đến các vận động viên biểu diễn. Họ cũng nói rằng việc sử dụng creatine lâu dài (5 năm) đã được coi là an toàn..
Điều quan trọng cần đề cập là bản thân thận, để có chức năng sinh lý bình thường, cần phosphocreatine và creatine, và thực sự bản thân thận tiết ra một lượng đáng kể creatine kinase (các isoenzym BB-CK và u-mtCK). Đồng thời, bước đầu tiên trong hai bước tổng hợp creatine nội sinh diễn ra trong chính bộ phận thận. Bệnh nhân bị bệnh thận và những người đang điều trị lọc máu thường cho thấy mức độ creatine trong các cơ quan của họ thấp hơn đáng kể, vì thận trong tình trạng bệnh lý đều bị cản trở khả năng tổng hợp creatine và tái hấp thu creatine từ nước tiểu ở các ống lượn xa (distal tubule). Ngoài ra, bệnh nhân lọc máu bị mất creatine do quá trình lọc máu bị đào thải ra ngoài và do đó trở nên cạn kiệt creatine mãn tính. Tình trạng này càng trầm trọng hơn do bệnh nhân lọc máu thường tiêu thụ ít thịt và cá, những nguồn cung cấp creatine. Do đó, để giảm bớt tình trạng cạn kiệt creatine mãn tính ở những bệnh nhân này và cho phép các cơ quan bổ sung lượng creatine dự trữ của họ, gần đây người ta đã đề xuất bổ sung thêm creatine cho những bệnh nhân lọc máu, tốt hơn là bằng phương pháp lọc máu trong cơ thể. Việc bổ sung creatine như vậy ở bệnh nhân lọc máu được kỳ vọng sẽ cải thiện đáng kể sức khỏe và chất lượng của bệnh nhân bằng cách cải thiện sức mạnh cơ bắp, phối hợp vận động, chức năng não và giảm bớt chứng trầm cảm và mệt mỏi mãn tính thường gặp ở những bệnh nhân này..

## Độ an toàn

### Ô nhiễm
Một cuộc khảo sát năm 2011 với 33 chất bổ sung có bán trên thị trường ở Ý cho thấy hơn 50% trong số chúng vượt quá khuyến nghị Cơ quan an toàn thực phẩm châu Âu trong ít nhất một chất gây ô nhiễm. Phổ biến nhất trong số các chất gây ô nhiễm này là creatinine, một sản phẩm phân hủy của creatine cũng được sản xuất bởi cơ thể. Creatinine có mặt ở nồng độ cao hơn so với khuyến nghị Cơ quan an toàn thực phẩm châu Âu trong 44% mẫu. Khoảng 15% mẫu có mức phát hiện dihydro-1,3,5-triazine hoặc nồng độ dicyandiamide cao. Ô nhiễm kim loại nặng không được tìm thấy là một mối quan tâm, chỉ có thể phát hiện ra mức thủy ngân nhỏ. Hai nghiên cứu được xem xét trong năm 2007 không tìm thấy tạp chất.

### Tương tác
Creatine dùng cùng với thuốc có thể gây hại cho thận có thể làm tăng nguy cơ tổn thương thận:
- Thuốc chống viêm không steroid (NSAID) - một số ví dụ là ibuprofen (Motrin, Advil) và naproxen (Aleve)
- Các thuốc lợi tiểu (thuốc nước) - một ví dụ là furosemide (Lasix)
- Cimetidine (Tagamet)
- Probenicid

Một nghiên cứu của Viện Y tế Quốc gia cho thấy rằng caffeine tương tác với creatine để tăng tốc độ tiến triển của bệnh Parkinson.

### Thực phẩm và nấu ăn
Khi creatine được trộn với protein và đường ở nhiệt độ cao (trên 148 °C), phản ứng sẽ tạo ra các amin dị vòng (HCA) gây ung thư. Phản ứng như vậy xảy ra khi nướng hoặc áp chảo thịt.. Hàm lượng creatine (tính theo phần trăm protein thô) có thể được sử dụng như một chỉ số về chất lượng thịt.

## Cân nhắc chế độ ăn uống
Creatine-monohydrate thích hợp cho người ăn chay và thuần chay, vì nguyên liệu thô được sử dụng để sản xuất chất bổ sung không có nguồn gốc động vật.